# Huawei Y3
Huawei Y3 (також відомий як Huawei Y360) — смартфон компанії Huawei; належить до серії «Y». Був представлений у березні 2015 року.

## Дизайн
Екран виконаний зі скла, а корпус — з пластику.
Знизу знаходиться мікрофон, зверху — роз'єми 3,5 мм аудіо та microUSB, справа — гойдалка регулювання гучності та кнопка блокування. Динамік та другий мікрофон розміщено ззаду. Слоти залежно від моделі під 1 або 2 SIM-картки типу Mini-SIM та карту пам'яті знаходяться під корпусом.
Huawei Y3 продавався в чорному та білому кольорах. Також є можливість заміни задньої панелі одного кольору на інший.

## Технічні характеристики

### Апаратне забезпечення
Huawei Y3 отримав систему на кристалі MediaTek MT6582. Смартфон має 512 МБ оперативної пам'яті типу LPDDR2 та 8 ГБ вбудованої, яку можна розширити за допомогою карти пам'яті формату microSD до 32 ГБ.
Huawei Y3 отримав знімну батарею об'ємом 1730 мА·год.
Huawei Y3 отримав 4-дюймовий дисплей типу IPS LCD з роздільною здатністю 854 × 480 пікселів, співвідношенням сторін 16:9 та щільністю пікселів 245 ppi.
Смартфон отримав основну камеру на 5 Мп з можливістю запису відео з роздільною здатністю 720p@30fps і фронтальну на 2 Мп.

### Програмне забезпечення
Huawei Y3 працює на EMUI Lite 3 на базі Android 4.4.2 KitKat.

## Галерея

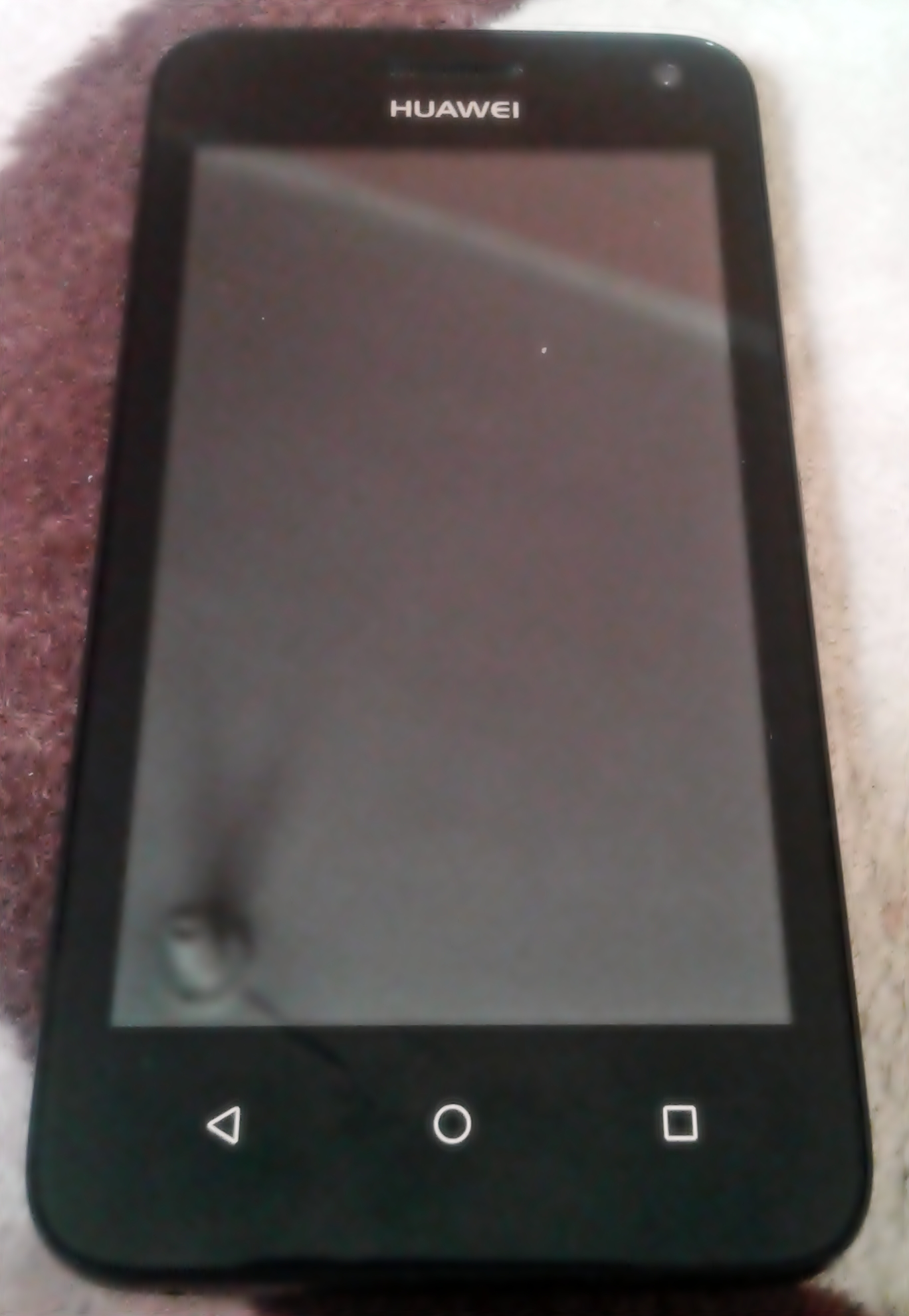
Передня частина Huawei Y3 (Y360)
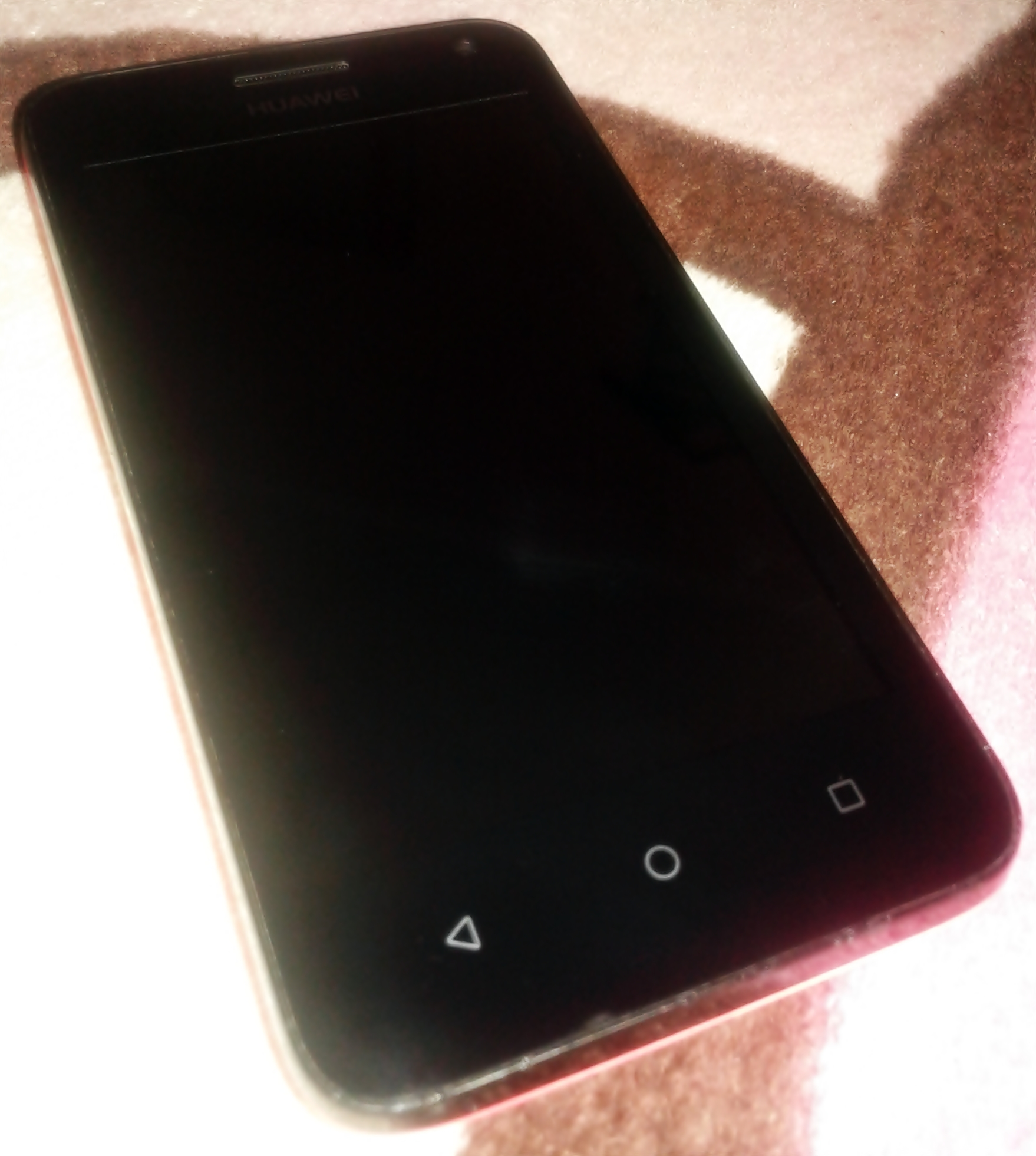
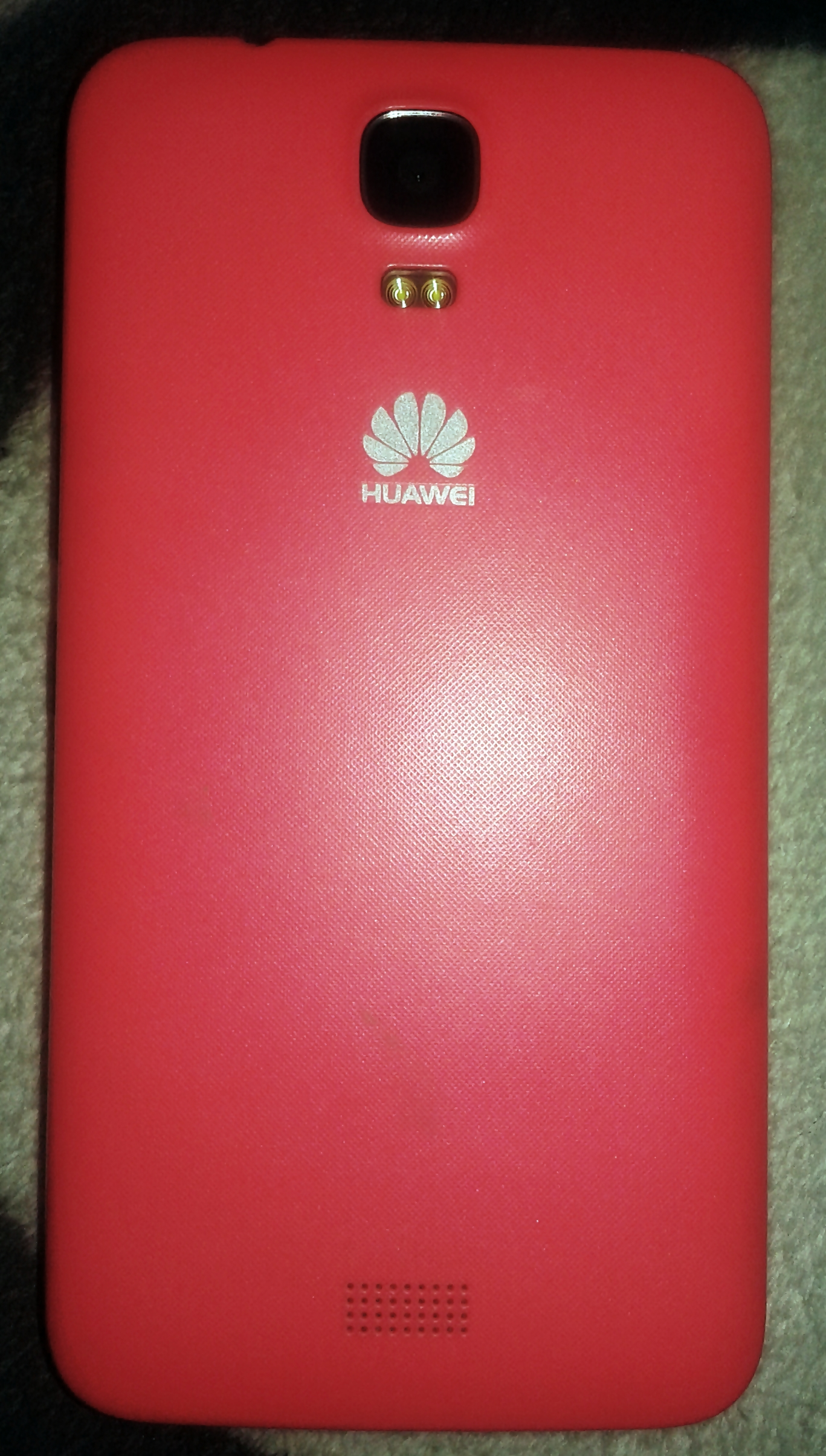
Задня частина Huawei Y3
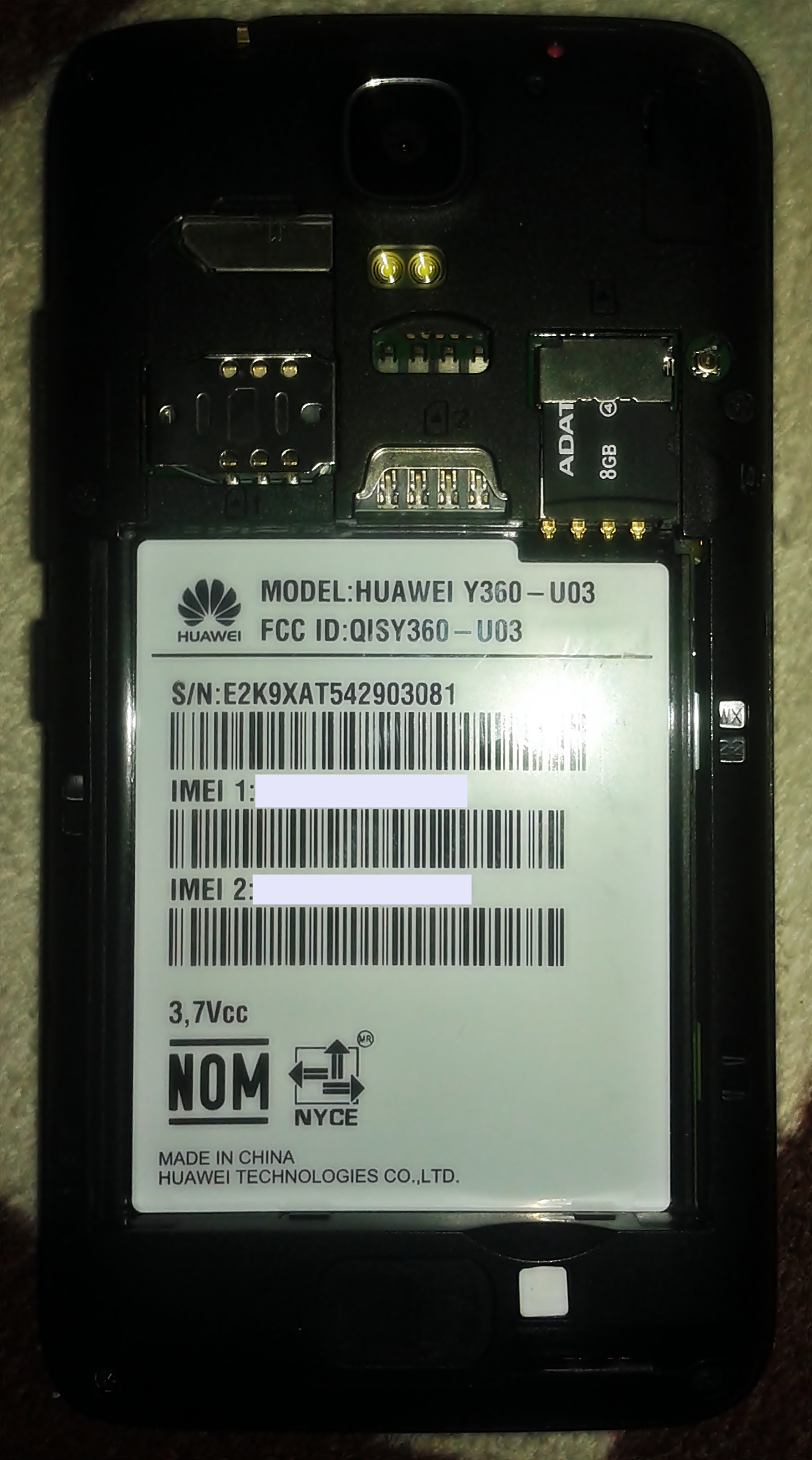
Huawei Y3 баз задньої панелі
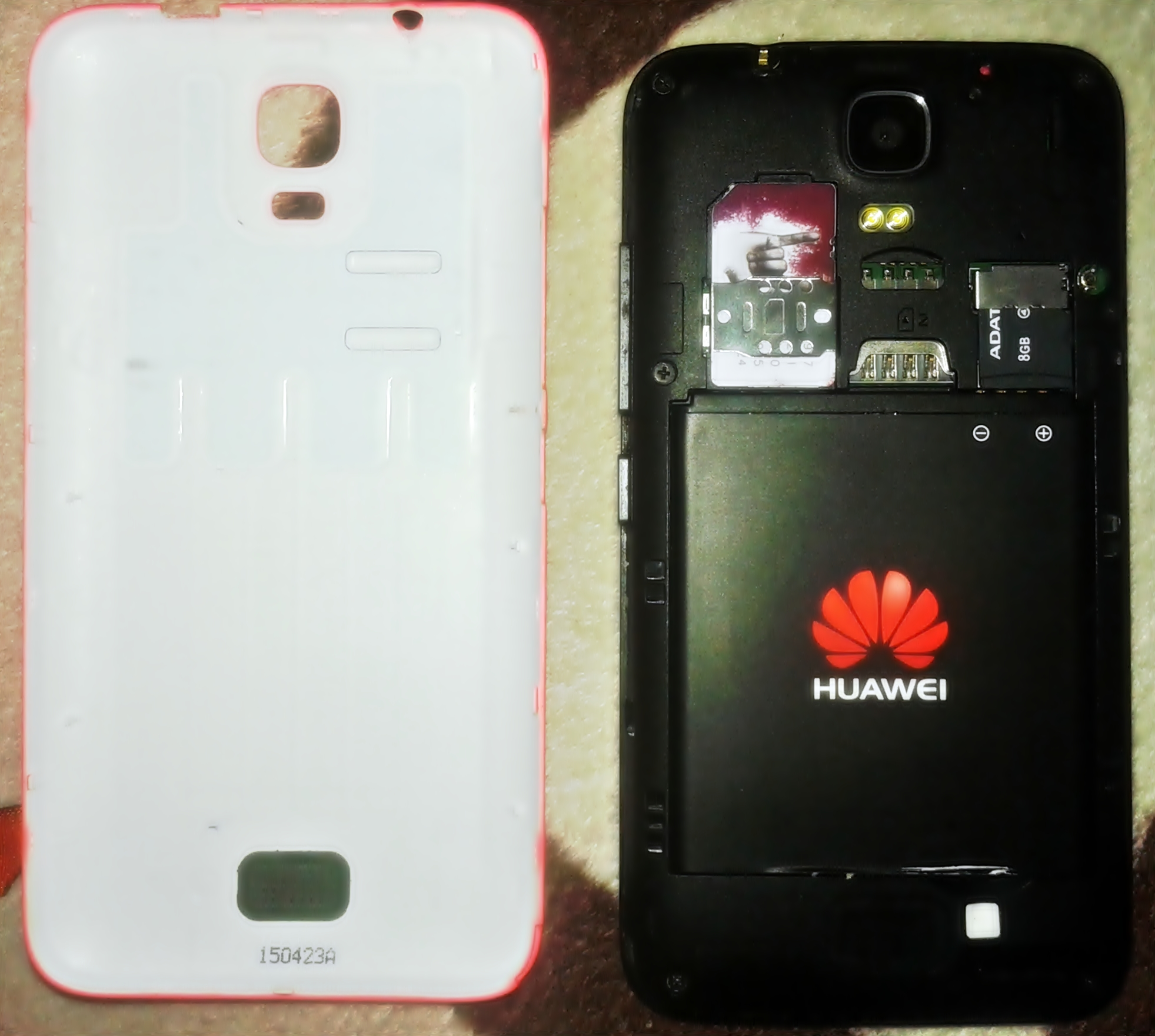
Huawei Y3 та його задня панель
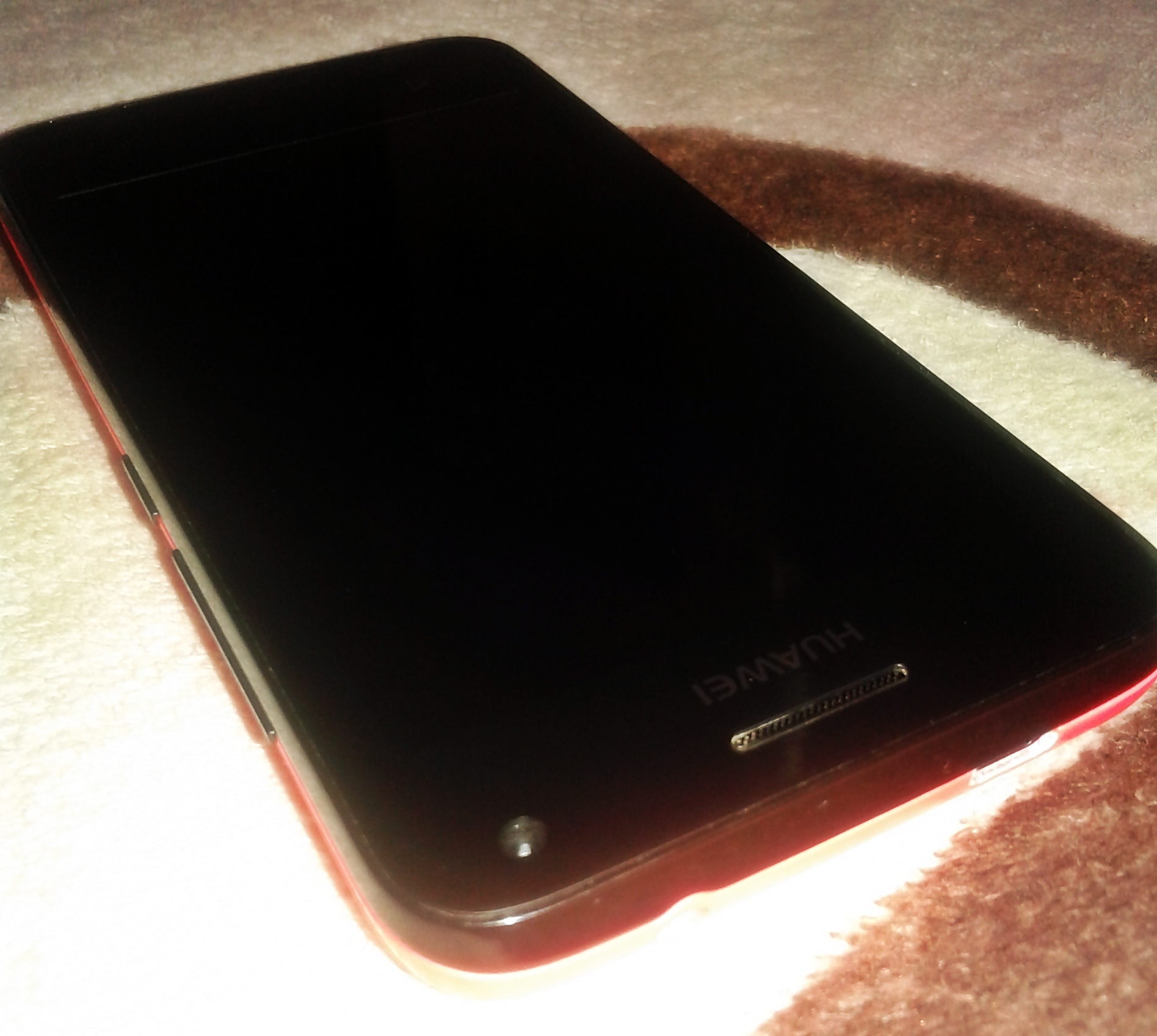
Huawei Y3 зверху
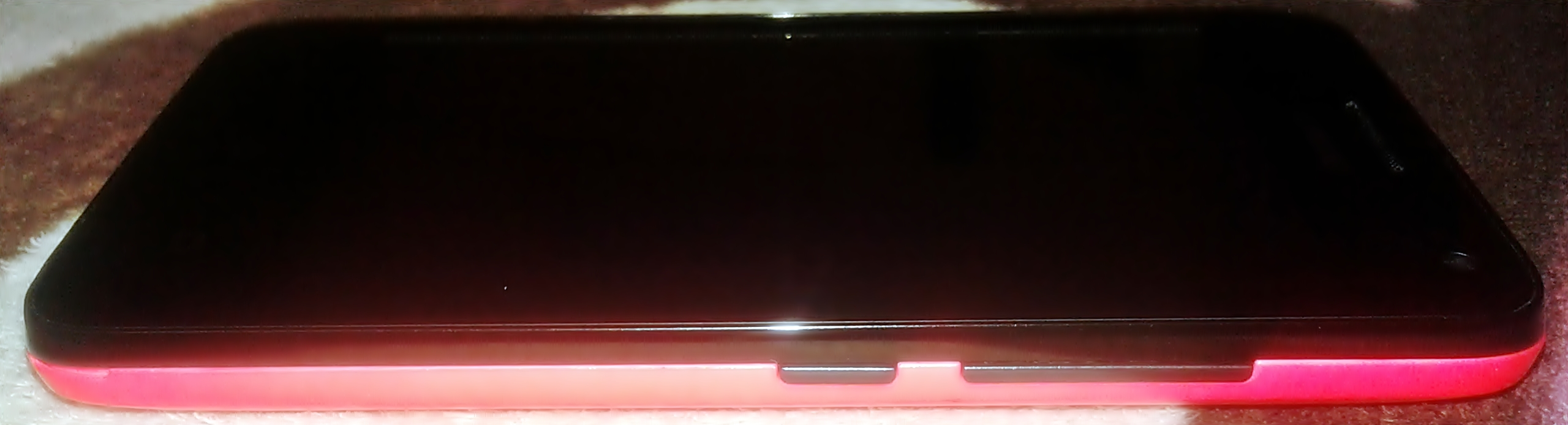
Huawei Y3 справа